# Cisternas romanas de Monturque
Las cisternas romanas de Monturque son un yacimiento romano descubierto en la ciudad de Monturque, situada en la provincia de Córdoba en Andalucía, España, en 1885 mientras se ampliaba el cementerio. Compuestas por doce cámaras de agua con una capacidad de 850.000 litros y 300 metros cuadrados, se trata de las cisternas romanas más grandes de España y las cuartas del mundo. Fueron declaradas Bien de Interés Cultural el 29 de junio de 1996.

## Historia
El lugar donde se encuentran las cisternas romanas formaba parte del antiguo foro romano de la ciudad de Monturque en el siglo I después de Cristo, y formaban parte del sistema de distribución de agua potable siendo, en realidad, decantadores utilizados para la limpieza del agua, decantando los sólidos que pueda llevar esta en suspensión, antes de su distribución. La decantación se realizaba por la reducción de la velocidad del caudal que prácticamente se detenía permitiendo el posado de los sólidos en suspensión, salía tanta agua como la que entraba, realizando labores de regulación o almacenaje. El sistema ocupa una superficie de 300 metros cuadrados, tiene una capacidad de hasta 850.000 litros y su estructura, son doce cámaras estructuradas en tres grupos de cuatro, permiten el mantenimiento individualizado de cada una de ellas sin tener que detener el servicio. Las cisternas no fueron las únicas del municipio, se han hallado otras ocho cisternas, más pequeñas, pero con el mismo sistema, que pertenecían a familias nobles con alto poder adquisitivo. Isaac Moreno Gallo, ingeniero de obras públicas e historiador especializado en ingeniería antigua, estima que el abastecimiento de agua de la ciudad a la que daba servicio estos decantadores podría provenir del nacimiento del río Cabra, cuya fuente tiene un caudal del orden de 100 l/s y se sitúa unos 90 metros más alta que Monturque.
Otros investigadores estiman que a este sistema de cisternas es el que servía para almacenamiento de agua de lluvia. El agua caía desde los tejados de las viviendas hasta una gran fuente central que se filtraba hasta las cisternas subterráneas. Un sistema de filtros hacía que los sedimentos quedaran en el fondo y se sacara con un sistema de poleas el agua requerida. Eran limpiadas una vez al año y su función principal era abastecer a las termas romanas cercanas. Esta teoría es puesta en duda por dos motivos principales. El primero, la escasa pluviosidad de la zona, insuficiente a todas luces para que una ciudad subsista, aún siendo de tamaño reducido. El segundo, los decantadores principales (en esta ciudad romana y en todas las conocidas) se sitúan en el punto más alto de la urbe, lo que impide la recogida del agua de la lluvia para su almacenamiento.  

### Descubrimiento
Las cisternas fueron descubiertas tras una ampliación en el cementerio municipal, llevada a cabo para albergar a las numerosas víctimas de una epidemia de cólera en 1885. No obstante, se desconocía su función original y las cisternas se convirtieron en una parte más del camposanto, utilizándose como osario, panteón, cisterna e incluso sala de autopsias. Asimismo, se realizaron respiraderos para procurar luz natural del exterior.
En 1996 se tomó conciencia, tras una investigación científica, de que aquellos restos arqueológicos eran parte de una gran infraestructura romana, por lo que se procedió a su limpieza y adecuación para las visitas turísticas, que continúan actualmente.
El Ayuntamiento de Monturque comenzó a finales de 2005 una serie de actuaciones de musealización y puesta en valor de este conjunto arqueológico para mejorar su visita, inaugurándose el 27 de febrero de 2006. Se ubicó un parqué de madera para que el paso de visitantes no dañe el suelo original, se instaló nueva iluminación entre el suelo original y dicha tarima, así como paneles informativos e incluso música ambiental. En 2010 se realizaron obras para evitar las filtraciones de agua y en 2014 se puso en valor el "patio de los Ahorcados", que permitió la visita por la parte superior del canal de desagüe.

## Características
Se trata de una construcción hidráulica de época romana, construida en «opus caementicium» y recubierta interiormente con «opus signinum». Compuesta por doce cámaras cubiertas con bóveda de medio cañón, distribuidas en tres naves paralelas entre sí; cada nave está formada por cuatro cámaras de planta rectangular dotadas de aberturas circulares en su parte superior, que sirven para la ventilación y garantizan la buena conservación del agua. En el exterior de una de las cámaras se abre una prolongación que presenta una trayectoria quebrada y termina en un pequeño pozo de limpieza. Estos depósitos o cisternas debieron estar destinados al consumo humano. El volumen de agua capaz de ser almacenado lleva a pensar en un excedente de agua que sería conducido a las villas rústicas, de las que quedan abundantes vestigios.

## Los Paseíllos
Además de las cisternas romanas, también se ha descubierto el denominado yacimiento arqueológico de Los Paseíllos en el mismo área. Los restos constructivos descubiertos corresponden a la planta baja o sótano de un edificio de grandes dimensiones, cuyo acceso se realizaría a través de una rampa. Su planta es rectangular, presentando una orientación norte-sur, dividida en dos naves por una alineación de pilares. El hallarse en parte excavada en la roca le confiere un carácter de estructura semisubterránea, encontrándose cerrada por todas sus partes, excepto por la entrada. Esta particularidad conduce a catalogarla como criptopórtico.
La aparición de materiales anforarios permite suponer un posible uso de almacén. El hallazgo de diversos elementos arquitectónicos plantea la existencia de una segunda planta, de la que no se ha conservado ningún resto, y que sería de grandes dimensiones, debido a las potentes cimentaciones de la estructura descubierta.